# Dioscorea mayottensis
Espèce
Classification APG III (2009)
Dioscorea mayottensis est une espèce de plantes à fleurs de la famille des Dioscoreaceae. Elle est proche des ignames. Cette espèce sauvage a été découverte à Mayotte lors d'un inventaire floral. Cette plante était auparavant confondue avec Dioscorea comorensis vivant sur l'île de Mohéli sur l'archipel des Comores. Comme cette dernière, Dioscorea mayottensis est une espèce rare qui devrait être inscrite sur la liste rouge de l'UICN des espèces menacées.

## Description
Cette espèce vit dans les zones ouvertes ensoleillées en forêt.

## Utilisation
Les mahorais récoltent son tubercule pour s'en nourrir.

## Source
- Céline Lison, Une igname à croquer, rubrique Quoi de neuf, monsieur Noé, National Geographic France, mars 2008, numéro 102.